# Ārnesā'
Ārnesā' (persiska: آرنساء, آرنِسا, Ārnesā) är en ort i Iran.   Den ligger i provinsen Västazarbaijan, i den nordvästra delen av landet, 600 km väster om huvudstaden Teheran. Ārnesā' ligger 1 303 meter över havet och antalet invånare är 182.
Terrängen runt Ārnesā' är huvudsakligen platt, men åt nordväst är den kuperad. Terrängen runt Ārnesā' sluttar österut.Runt Ārnesā' är det ganska tätbefolkat, med 185 invånare per kvadratkilometer. Närmaste större samhälle är Urmia, 15,7 km söder om Ārnesā'. Trakten runt Ārnesā' består till största delen av jordbruksmark.